# Penny Lane
Penny Lane ist ein von Paul McCartney und John Lennon komponiertes Lied der Band The Beatles. Es wurde am 13. Februar 1967 unter dem Copyright Lennon/McCartney zusammen mit Strawberry Fields Forever als Single mit zwei A-Seiten veröffentlicht. Die beiden Stücke waren ihnen gleich wichtig; keinem wollte oder konnte die Gruppe den Vorzug geben und damit das andere auf die B-Seite verbannen.

## Entstehung und Inhalt

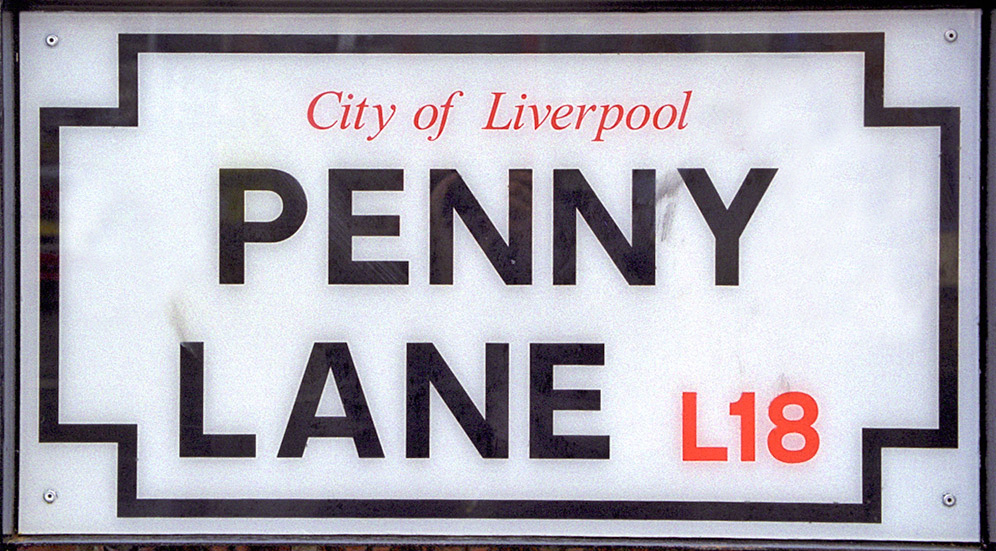
Straßenschild Penny Lane

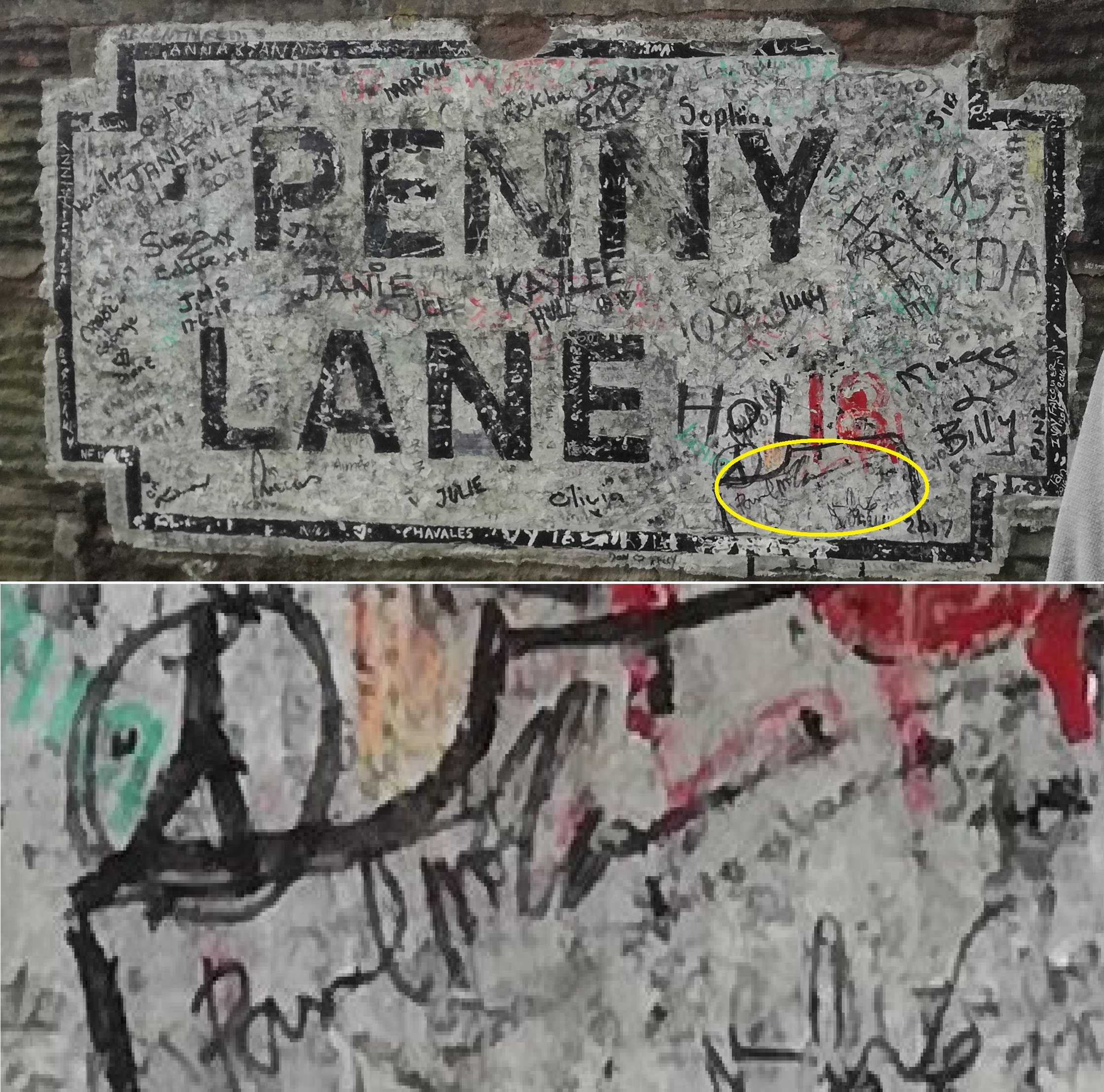
Straßenschild Penny Lane mit der Unterschrift von Paul McCartney, Juni 2018

In einem Interview im November 1965 erwähnte Paul McCartney, dass er mit dem Gedanken gespielt hatte, einen Song namens Penny Lane zu schreiben, weil er die Poesie des Namens mochte. Penny Lane wurde von Paul McCartney im nächsten Jahr im Musikzimmer seines Londoner Hauses, 7 Cavendish Avenue, in der Nähe der Abbey Road Studios geschrieben. Es wurde auf einem Klavier komponiert, das er kurz zuvor vom Künstler David Vaughan in psychedelischen Regenbogenmustern hatte bemalen lassen.
McCartney sagte zur Komposition: „Als ich anfing es zu schreiben, kam John vorbei und half mir bei der dritten Strophe, wie es oft der Fall war. Wir schrieben Kindheitserinnerungen: kürzlich verblasste Erinnerungen von acht oder zehn Jahren zuvor, also war es eine aktuelle Nostalgie, angenehme Erinnerungen für uns beide.“
Penny Lane ist eine Straße in Liverpool, der – wegen der Popularität des Liedes – immer wieder die Straßenschilder gestohlen wurden, sodass diese schließlich durch aufgemalte Varianten ersetzt wurden. Die Straße befindet sich dort, wo John Lennon und Paul McCartney sich häufig trafen, McCartney am Kreisverkehr bei Besuchen Lennons mit dem Bus an der Einmündung der Church Road in die Smithdown Road umstieg und befindet sich in der Nähe der St. Barnabas Church, wo McCartney im Chor gesungen hat. Alle erwähnten Orte und Personen des Liedes stammen aus McCartneys Erinnerungen oder aus einem Notizbuch, in das er – als junger Mann auf John Lennon wartend – Beobachtungen schrieb. Beim Verfassen des Textes war McCartney von Lewis Carroll beeinflusst.
Das lyrische Ich des „Doku-Dramas“ steht an einer Busstation, während es in Strömen regnet, und beobachtet alltägliche sowie seltsame Dinge und Menschen: einen (von dem italienischen Herrenfriseur Harry Bioletti inspirierten und allen Beatles bekannten) Friseur, der in seinem Salon Fotos von allen Leuten zeigt, die er kennt. Viele Passanten schauen herein, um „Hallo“ zu sagen. Dann ist die Rede von einem Bankangestellten, der selbst bei strömendem Regen nie einen Mack trägt, von einem Feuerwehrmann mit einer Sanduhr und einem Porträt der Queen in der Tasche, von einer hübschen Krankenschwester, die poppies (wie in McCartneys Erinnerung, als er am Remembrance Day in der Penny Lane auf den Bus wartete, Mohnblumen aus Papier und Abzeichen) verkauft. Interessant an dem beschreibenden Text ist die Spannung zwischen den Beobachtungen, die in den Liedstrophen zum Ausdruck kommen, und dem Refrain, in dem sich das lyrische Ich unter einem sommerlich blauen Vororthimmel befindet und sich an diese Beobachtungen zurückerinnert. Bei den Worten „four of fish and finger pies“ (auf deutsch etwa „vier Fingerkuppen und Fisch“) im Songtext, den John Lennon beigesteuert haben soll, handelt es sich um eine versteckte Anspielung auf Petting – und damit um eine der wenigen Zoten im Gesamtwerk der Beatles.

## Aufnahmen
Die Aufnahmen zu Penny Lane fanden vom 29. Dezember 1966 bis zum 17. Januar 1967 in den Londoner Abbey Road Studios (Studio 2 und 3) statt. Produziert wurde das Stück von George Martin, Geoff Emerick war der Toningenieur der Aufnahmen. Am 25. September 1967 nahm die Band sechs Takes des Liedes auf. In den folgenden Tagen wurden Overdubs und am 9. und 12. Januar 1967 die Flöten-, Trompeten-, Flügelhorn- und Oboenbegleitung eingespielt.
Der prägnante Trompetenpart war gar nicht vorgesehen, die Idee dazu kam McCartney, als er im Fernsehen eine Aufführung der Brandenburgischen Konzerte von Johann Sebastian Bach sah. Das Solo aus dem 2. Brandenburgischen Konzert wurde von David Mason auf einer Piccolotrompete gespielt. In mehreren Aufnahmesessions wurden zuerst Basisspuren eingespielt und später Overdubs mit Oboen und Flöten hinzugefügt.
Die Abmischung von Penny Lane erfolgte am 17. Januar 1967 in Mono. Eine Stereoabmischung erfolgte von George Martin erst am 30. September 1971.

## Besetzung
- John Lennon: Rhythmusgitarre, Klavier, Conga, Hintergrundgesang
- Paul McCartney: Bass, Klavier, Harmonium, Tamburin, Gesang
- George Harrison: Leadgitarre, Hintergrundgesang
- Ringo Starr: Schlagzeug, Handglocke
- George Martin: Klavier
- Ray Swinfield, P. Goody, Manny Winters, Dennis Walton: Flöte
- David Mason, Leon Calvert, Freddy Clayton, Bert Courrtley, Duncan Campbell: Trompete und Flügelhorn
- Dick Morgan, Mike Winfield: Oboe
- Frank Clarke: Kontrabass

## Veröffentlichungen
- Die Single Strawberry Fields Forever / Penny Lane wurde am 13. Februar 1967 in den USA und am 17. Februar in Deutschland und Großbritannien veröffentlicht. Ursprünglich waren Penny Lane und Strawberry Fields Forever für eine Veröffentlichung auf Sgt. Pepper’s Lonely Hearts Club Band vorgesehen. Doch es war damals üblich, bereits veröffentlichte Singles nicht auf eine LP zu nehmen. Die ersten 25.000 Exemplare der Platte wurden in Großbritannien mit einem Cover ausgeliefert, das die vier Beatles als Babys zeigte. Das Besondere an dieser Single war, dass sie eine Doppel-A-Seiten-Single war, das heißt, dass die Verkaufszahlen durch zwei geteilt wurden und sowohl Penny Lane als auch Strawberry Fields Forever als eigene Single gewertet wurden. Das führte dazu, dass sie als erste Single der Beatles seit Love Me Do und Please Please Me nicht den ersten Platz der britischen Hitparade erreichte. Den ersten Platz belegte stattdessen Engelbert Humperdinck mit der Single Release Me.[8] In den USA, wo die Lieder separat gewertet wurden, kam Penny Lane auf Platz 1 der Charts, Strawberry Fields Forever auf Platz 8.[9] Die Single wurde am 20. März 1967 mit einer Goldenen Schallplatte ausgezeichnet.
- Capitol Records veröffentlichte in den USA das Lied am 27. November 1967 auch auf dem Kompilationsalbum Magical Mystery Tour, die Lieder des gleichnamigen Fernsehfilms mit weiteren Stücken vereint. Das Album wurde am 16. September 1971 in Deutschland und am 19. November 1976 in Großbritannien veröffentlicht. Am 30. September 1971 mischte George Martin erstmals Penny Lane in Stereo ab.[10] Deutsche Nachfolgepressungen des Albums Magical Mystery Tour übernahmen diese Stereoversion.[11][12]
- In den kommenden Jahren wurde Penny Lane für folgende Kompilationsalben der Beatles verwendet: 1967–1970 (1973), 20 Greatest Hits (US-Version) (1982) und 1 (2000).
- Für das US-amerikanische Album Rarities, das am 24. März 1980 erschien, wurde erstmals eine Stereoversion von Penny Lane in den USA veröffentlicht, angefügt wurde eine kurze eingespielte Sequenz einer Piccolotrompete, die vorher ausschließlich für die US-amerikanische Mono-Promotionsingle verwendet wurde. Die Editierung erfolgte von den Toningenieuren John Palladino und George Irwin.[13]
- Am 13. März 1996 wurde das Kompilationsalbum Anthology 2 veröffentlicht, auf dem sich eine neue Abmischung aus dem Jahr 1995 befindet, die von mehreren Aufnahme-Takes stammt.
- Am 6. November 2015 wurde das Album 1 zum zweiten Mal wiederveröffentlicht. Dabei sind bei einigen Liedern, die von Giles Martin und Sam Okell neu abgemischt wurden, deutlich hörbare Unterschiede zu vernehmen. Einige Instrumente bei dem Lied Penny Lane sind, bedingt durch die angehobene Lautstärke, dominanter.[14][15]
- Am 22. April 2017 wurde anlässlich des Record Store Day die von Giles Martin und Sam Okell neu abgemischte Single Strawberry Fields Forever (Stereo Mix 2015) / Penny Lane (Stereo Mix 2017) veröffentlicht.[16]
- Am 26. Mai 2017 erschien die 50-jährige Jubiläumsausgabe des von Giles Martin und Sam Okell neuabgemischten Albums Sgt. Pepper’s Lonely Hearts Club Band (Super Deluxe Box), auf dieser befinden sich, neben dem Original Mono Mix, dem 2017er Stereo Mix, die bisher unveröffentlichte Versionen (Take 6 – Instrumental), (Vocal Overdubs And Speech) sowie (Capitol Records U.S. Promo Single – Mono Mix) von Penny Lane.[17] Das letzte Lied ist eine vollständige Version der Capitol-Records-Promoabmischung aus dem Jahr 1967, die erstmals auf Compact Disc veröffentlicht wurde.

## Musikvideo

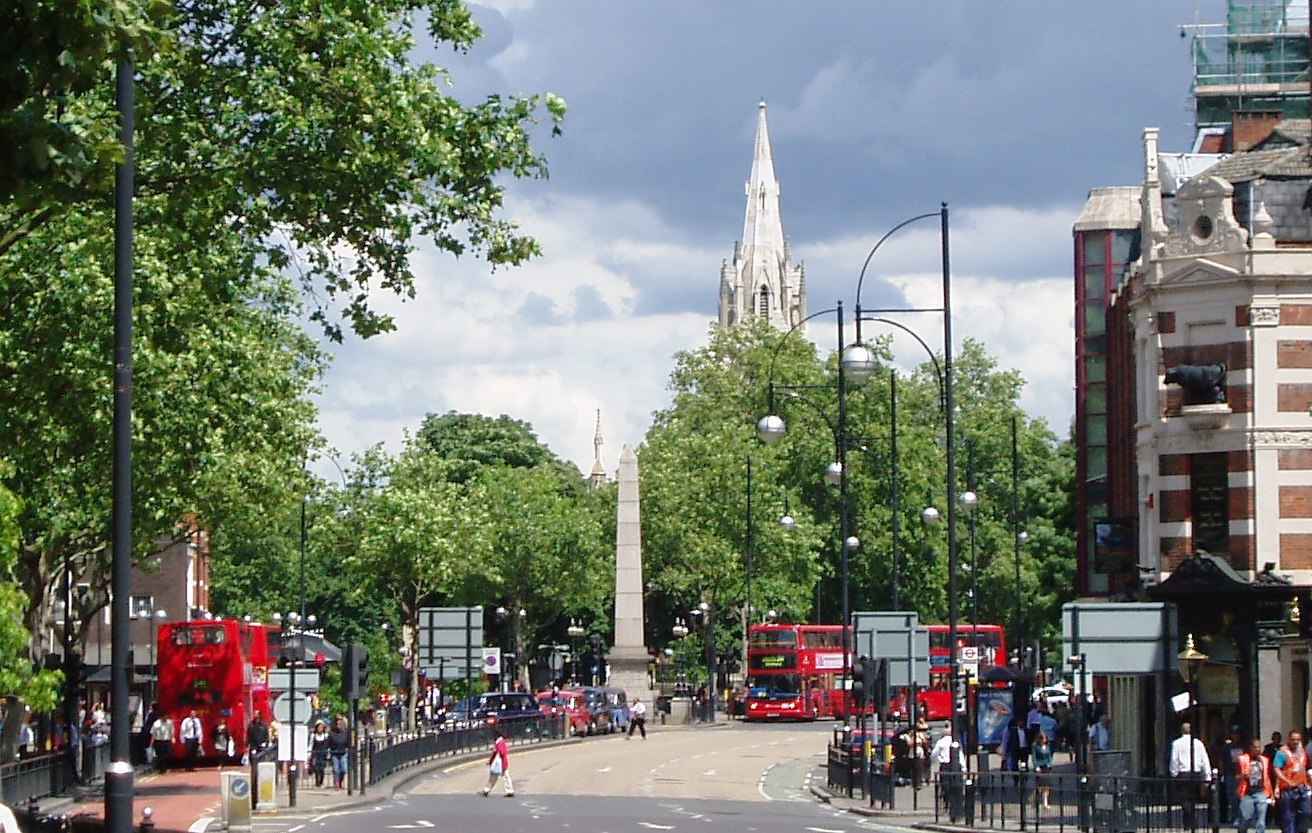
Stratford, London, wo ein Teil des Musikvideos für Penny Lane gedreht wurde

Nachdem beschlossen worden war, dass die nächste Beatles-Single die Doppel-A-Seite Strawberry Fields Forever und Penny Lane sein würde, traten die Beatles 1967 in Promotionfilmen für beide Lieder auf. Die Filme beider Songs wurden von Tony Bramwell produziert. Regisseur war der Schwede Peter Goldmann, der von Klaus Voormann, einem Freund der Beatles, empfohlen worden war. Goldmann war Anfang Januar in England angekommen und hatte sich in London und anderen Gegenden nach geeigneten Drehorten umgesehen.
Am 5. Februar 1967 wurden die Beatles in Stratford (London), gefilmt, wo sie auf Pferden ritten und in und um die Angel Lane gingen. Zwei Tage später gingen sie in den Knole Park in Sevenoaks, Kent, wo einige Tage zuvor der Film für Strawberry Fields Forever gedreht worden war. Sie ritten Pferde durch einen Torbogen und saßen dann an einem Esstisch, wo sie mit ihren Musikinstrumenten bedient wurden.
Das Musikvideo wurde mit Filmmaterial geschnitten, das in Liverpool gedreht wurde, von den im Lied erwähnten Gegenden, der Penny Lane mit dem Friseursalon Bioletti (Gentlemens Hairdresser) und von den Liverpooler grünen Bussen. Die Beatles waren in diesen Filmausschnitten, die an einem unbekannten Datum gedreht wurden, nicht zu sehen.

## Kommerzieller Erfolg

### Chartplatzierungen
| ChartsChartplatzierungen       | Höchstplatzierung | Wochen/ Monate |
| ------------------------------ | ----------------- | -------------- |
| Deutschland (GfK)              | 1 (4 Mt.)         | 4 Mt.          |
| Österreich (Ö3)                | 5 (3 Wo.)         | 3 Wo.          |
| Vereinigte Staaten (Billboard) | 1 (10 Wo.)        | 10 Wo.         |
| Vereinigtes Königreich (OCC)   | 2 (13 Wo.)        | 13 Wo.         |

| ChartsJahrescharts (1967)      | Platzierung |
| ------------------------------ | ----------- |
| Deutschland (GfK)              | 19          |
| Vereinigte Staaten (Billboard) | 55          |

### Auszeichnungen für Musikverkäufe
| Land/Region                  | Auszeichnungen für Musikverkäufe (Land/Region, Auszeichnung, Verkäufe) | Verkäufe  |
| ---------------------------- | ---------------------------------------------------------------------- | --------- |
| Neuseeland (RMNZ)            | Gold                                                                   | 15.000    |
| Vereinigte Staaten (RIAA)    | Gold                                                                   | 1.500.000 |
| Vereinigtes Königreich (BPI) | Gold                                                                   | 500.000   |
| Insgesamt                    | 3× Gold ·                                                              | 2.015.000 |

Hauptartikel: The Beatles/Auszeichnungen für Musikverkäufe

## Coverversionen
Es wurden über 220 Coverversionen von Penny Lane veröffentlicht. Paul McCartney veröffentlichte eine Liveversion von Penny Lane im November 1993 auf dem Album Paul Is Live.
Udo Lindenberg coverte 1978 das Lied unter dem deutschsprachigen Titel Reeperbahn auf seinem Album Lindenbergs Rock Revue.